# Pawieł Bażow

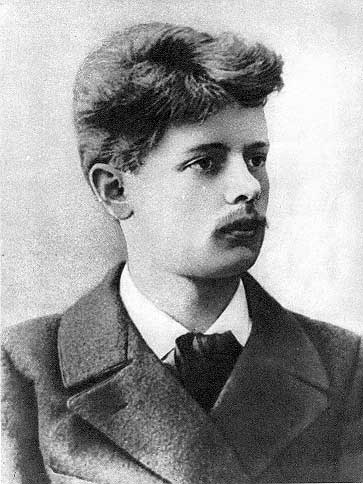
Pawieł Bażow podczas studiów w Seminarium Duchownym w Permie

Pawieł Pietrowicz Bażow (ros. Па́вел Петро́вич Бажо́в; ur. 1879, zm. 1950 w Moskwie) – rosyjski i radziecki pisarz. Zbieracz uralskiego folkloru. Laureat Nagrody Stalinowskiej (1943) za książkę uralskich bajek Szkatułka z malachitu

## Życiorys
W 1924 roku debiutował serią szkiców o historii Uralu Uralskije byli. Autor poetyckich opowieści ludowych opartych na motywach baśniowo-folklorystycznych. Pochowany na Cmentarzu Iwanowskim w Jekaterynburgu.

## Wybrana twórczość
- 1939: Szkatułka z malachitu (wydanie polskie 1949)
- 1939: Konik polny (wydanie polskie 1950)

## Filmowe adaptacje utworów
- 1946: Czarodziejski kwiat
- 1973: Studnia Siniuszki

## Nagrody i odznaczenia
- Order Lenina (03.02.1944)
- Nagroda Stalinowska (1943) – za książkę uralskich bajek Szkatułka z malachitu